# Bulia
Bulia is een geslacht van vlinders van de familie van de spinneruilen (Erebidae), uit de onderfamilie van de Erebinae.

## Soorten
- B. confirmans (Walker, 1858)
- B. deducta (Morrison, 1874)
- B. mexicana (Behr, 1870)
- B. schausi Richards, 1941
- B. similaris Richards, 1936